# Neviditelný nepřítel (Hvězdná brána)
Neviditelný nepřítel je 20. epizoda 2. řady sci-fi seriálu Hvězdná brána.

## Příběh
Na Zemi přijde hvězdou bránou chlapec. Říká, že bránu mu otevřela matka, která je již nějaký čas v SGC. Nikdo ji ale nevidí, tak si ostatní myslí, že chlapec blouzní nebo je telepat, protože toho ví docela hodně o lidech na základně. Jméno prý nemá. Jack mu řekne, že jeho syn se jmenoval Charlie. Chlapec se chce taky tak jmenovat. Charlie říká, že jeho lid na planetě Reetalia vyhladili Goa'uldi a on byl sestrojen jako prostředník mezi lidmi a rasou Reetou. Jeho poslala vláda, protože vzniklo mnoho partyzánských skupin, které si myslí, že když vyhladí všechny možné hostitele pro Goa'uldy, tak se Goa'uldům pomstí. Prý měl s jeho matkou přijít později, ale protože byl špatně sestrojen, tak musel dříve, protože již dlouho žít nebude. Když do místnosti vejde Teal'c tak se jeho symbiont začne znepokojovat. Teal'c si myslí že v místnosti opravdu je někdo, koho lidé nevidí. Lidé zažádají o pomoc Tok'ry. Tok'rové se jdou podívat do místnosti a také cítí, že tam někdo je. Odejdou na svou domovskou planetu a přinesou zbraň, transfázový eliminátor (T.E.R.), který umí odhalit Reetou a zabít je. Reetou totiž mají hlas a vzhled na úplně jiné frekvenci než lidé. Jsou schopni vidět lidi, ale lidé je nevidí a neslyší. Poté se jdou se zbraněmi podívat na planetu P63-2031, kde by se podle Charlieho měli shromažďovat desítky Reetou, jsou jich tam však tisíce. Vypadají jako obrovští brouci. Když se vrátí zpět na Zemi, tak zjistí že na základnu SGC proniklo několik Reetou s nimi. Izolují je na patře a zlikvidují je. Chlapce si s sebou vezmou Tok'rové, protože mu mohou dát symbionta, který napraví škody na jeho těle a bude moci i nadále žít.